# Zlatníky-Hodkovice
Zlatníky-Hodkovice (en allemand : Slatnik et Hodkowitz) est une commune du district de Prague-Ouest, dans la région de Bohême-Centrale, en République tchèque. Sa population s'élevait à 1 348 habitants en 2020.

## Géographie
Zlatníky-Hodkovice se trouve à 2,5 km à l'ouest-sud-ouest de Jesenice et à 15 km au sud-sud-est du centre de Prague.
La commune est limitée par Prague au nord, par Vestec et Jesenice à l'est, par Psáry au sud, par Libeř au sud-est, et par Dolní Břežany à l'ouest.

## Histoire
La première mention écrite de Zlatníky date de 1300 et celle de Hodkovice de 1314.

## Administration
La commune se compose de deux quartiers :
- Hodkovice
- Zlatníky

## Transports
Par la route, Zlatníky-Hodkovice se trouve à 3 km de Jesenice et à 22 km du centre de Prague.

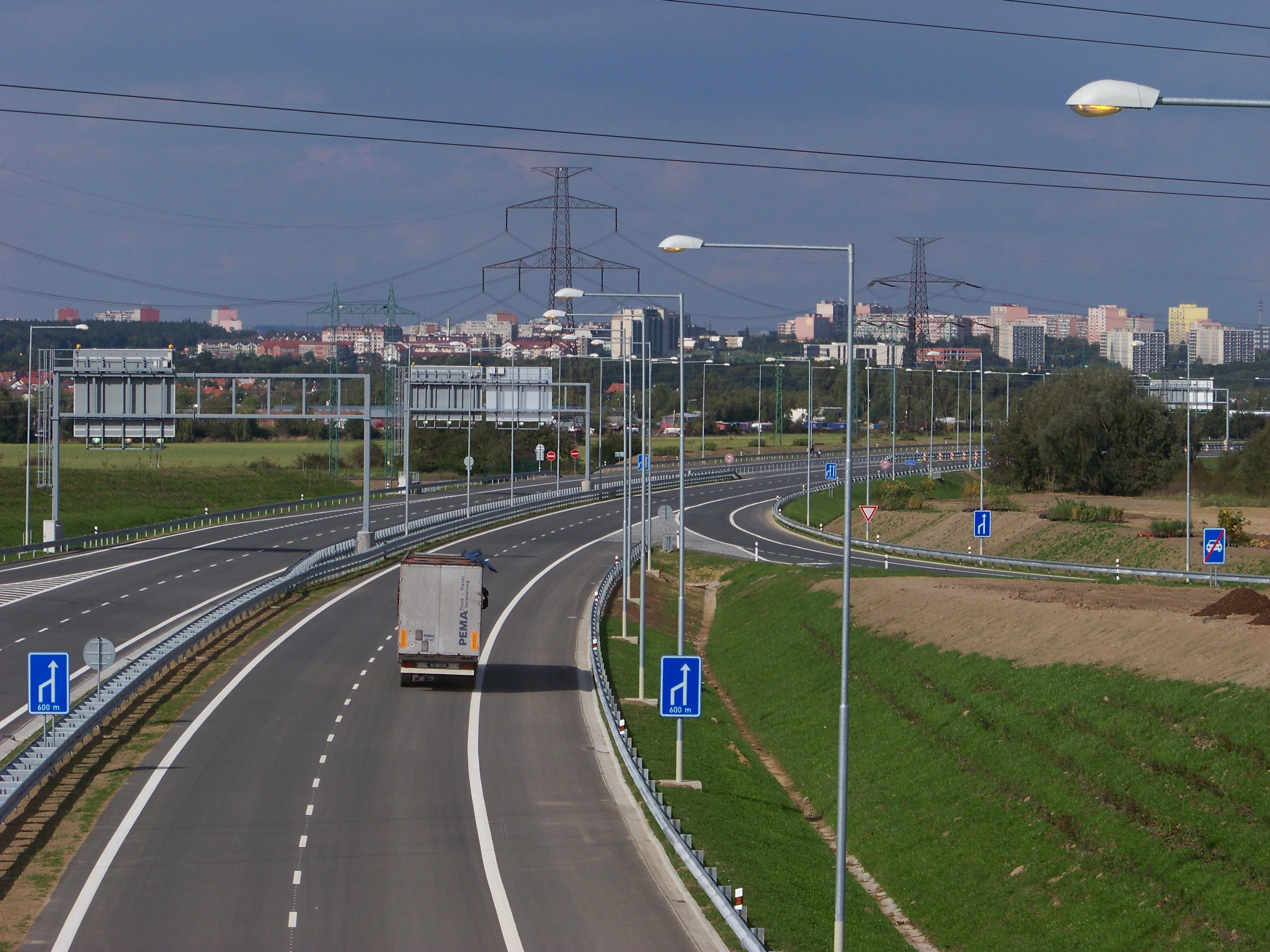
Le périphérique de Prague (Dálnice D0) traverse le territoire de la commune.